# Parc national Vuntut
Le parc national Vuntut est un parc national localisé dans le nord-ouest du Yukon, au Canada. Établi en 1995 en tant qu'élément des premières négociations de réclamations de terre de nation de Vuntut Gwitchin, ce parc national est encore très peu développé. Il n'a actuellement aucune route importante.
Le parc national Vuntut est à côté d'un autre parc national canadien, le parc national d'Ivvavik. En outre, le refuge faunique national Arctic de faune se trouve juste à travers la frontière en Alaska, États-Unis.